# 埃沃利斯
埃沃利斯（法語：Évellys，法語發音：[evlis]）是法国莫尔比昂省的一个市镇，属于蓬蒂维区。该市镇于2016年1月1日由原市镇穆斯图瓦尔-勒曼戈勒、奈赞和勒曼戈勒合并而成，行政中心位于奈赞。

## 地名
该地名“埃沃利斯”（Évellys）由埃韦勒河（Ével）与伊利斯河（Illys）的名称中各取一部分合并而成，此二河为流经该市镇的河流。
值得注意的是，虽然作为“Évellys”一名来源之一的河名“Ével”发音为[evɛl]，且法语中两相同辅音字母前一般发/ɛ/（如“verrière”，[vɛʁjɛʁ]）或/e/（如“message”，[mesaʒ]），但根据当地居民及媒体资料所示的发音为[evlis]而非[evɛlis]。

## 地理
埃沃利斯（47°59'24"N, 2°49'50"W）面积80.34 平方千米，位于法国布列塔尼大區莫尔比昂省，该省份为法国西北部沿海省份，位于布列塔尼半岛南部，北起阿摩尔滨海省、西接菲尼斯泰尔省，南濒大西洋，东南接大西洋卢瓦尔省，东临伊勒-维莱讷省。
与埃沃利斯接壤的市镇（或旧市镇、城区）包括：凯尔富恩、克雷丹、雷吉尼、莫雷阿克、普吕姆兰、盖南、普吕梅利欧-比约济、圣蒂里奥、努瓦亚勒蓬蒂维。
埃沃利斯的时区为UTC+01:00、UTC+02:00（夏令时）。

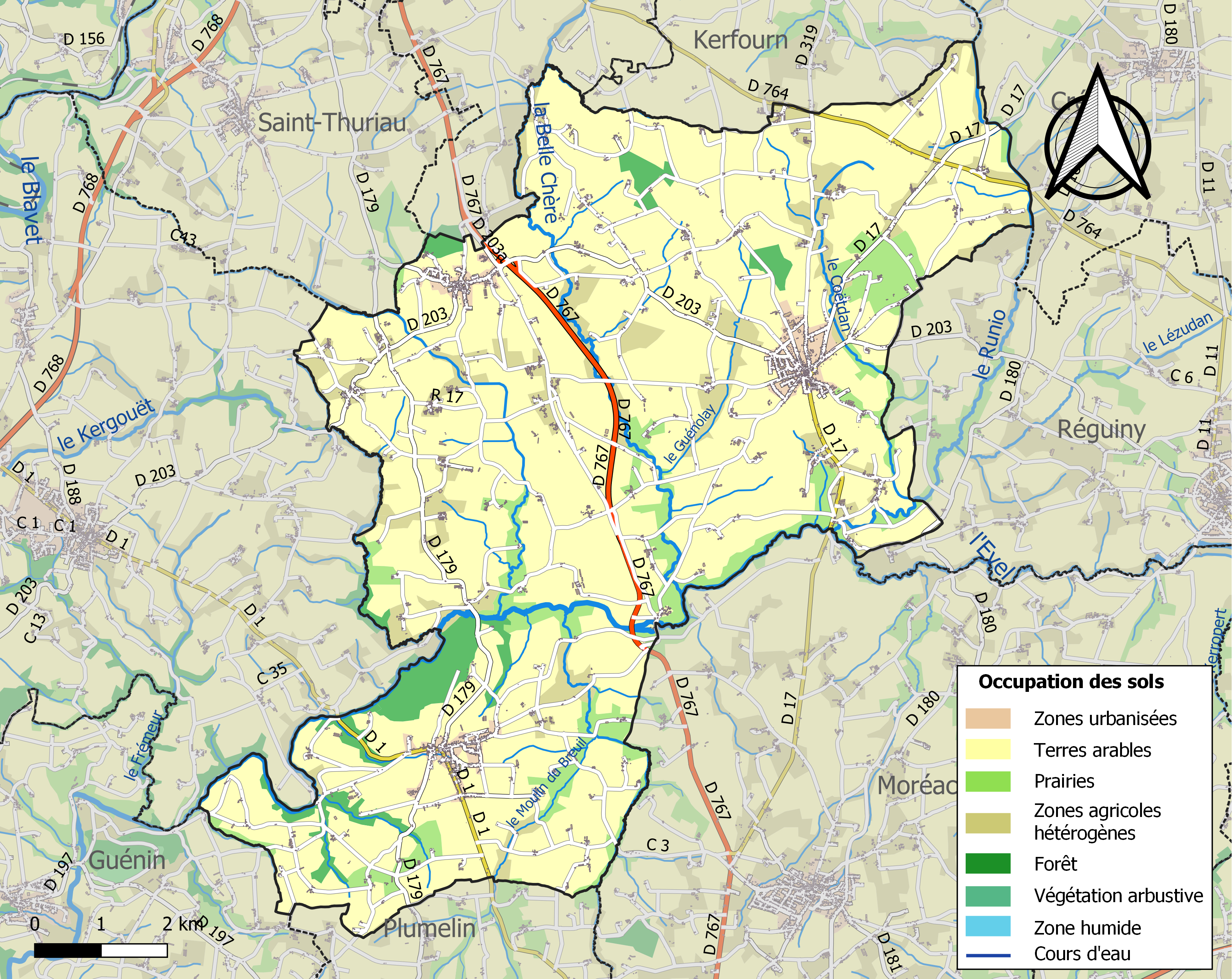
埃沃利斯的OSM定位图

## 行政
埃沃利斯的邮政编码为56500，INSEE市镇编码为56144。

## 政治
埃沃利斯所属的省级选区为格朗尚县。

## 人口
埃沃利斯于2022年1月1日时的人口数量为3384人。